# Alliopsis
Alliopsis är ett släkte av tvåvingar. Alliopsis ingår i familjen blomsterflugor.

## Bildgalleri

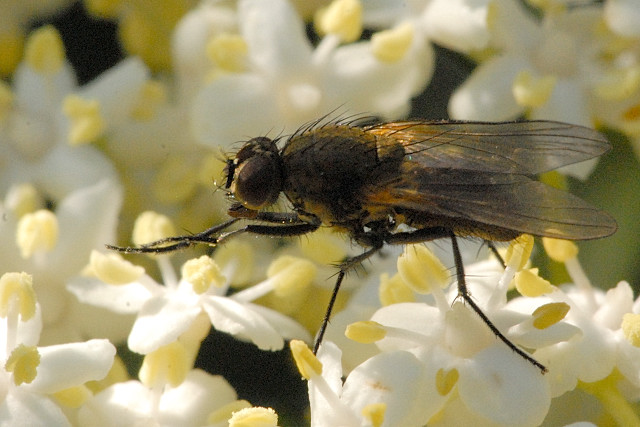
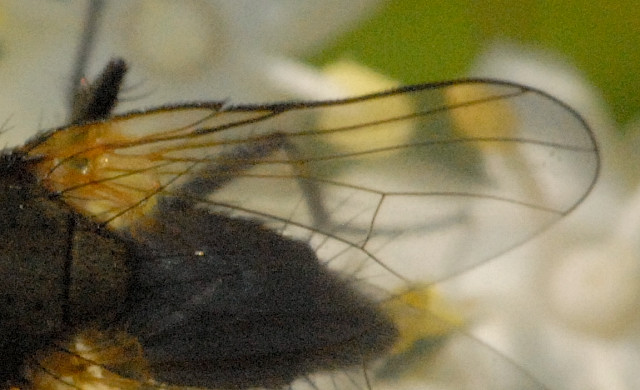

## Dottertaxa tillAlliopsis, i alfabetisk ordning[1][2]
- Alliopsis aertaica
- Alliopsis albipennis
- Alliopsis aldrichi
- Alliopsis angustitarsis
- Alliopsis arelate
- Alliopsis arnaudi
- Alliopsis atrifimbriae
- Alliopsis atronitens
- Alliopsis attenuata
- Alliopsis austriaca
- Alliopsis badia
- Alliopsis benanderi
- Alliopsis billbergi
- Alliopsis brevior
- Alliopsis brevitarsis
- Alliopsis brunetta
- Alliopsis brunneigena
- Alliopsis conifrons
- Alliopsis constrictor
- Alliopsis cordillerana
- Alliopsis ctenostylata
- Alliopsis curvifemoralis
- Alliopsis dasyops
- Alliopsis delioides
- Alliopsis denticauda
- Alliopsis dentilamella
- Alliopsis dentiventris
- Alliopsis flavipes
- Alliopsis fractiseta
- Alliopsis freyi
- Alliopsis fruticosa
- Alliopsis genalis
- Alliopsis gentilis
- Alliopsis gigantosternita
- Alliopsis glacialis
- Alliopsis gymnophthalma
- Alliopsis hemiliostylata
- Alliopsis heterochaeta
- Alliopsis heterochaetoides
- Alliopsis heterophalla
- Alliopsis hirtitibia
- Alliopsis incompta
- Alliopsis kurahashii
- Alliopsis laminata
- Alliopsis latifrons
- Alliopsis littoralis
- Alliopsis longiceps
- Alliopsis longipennis
- Alliopsis lutebasicosta
- Alliopsis maculifrons
- Alliopsis magnilamella
- Alliopsis moerens
- Alliopsis obesa
- Alliopsis parviceps
- Alliopsis pilitarsis
- Alliopsis plumiseta
- Alliopsis probella
- Alliopsis problella
- Alliopsis pseudosilvestris
- Alliopsis qinghoensis
- Alliopsis rambolitensis
- Alliopsis recta
- Alliopsis rectiforceps
- Alliopsis sepiella
- Alliopsis silvatica
- Alliopsis silvestris
- Alliopsis similaris
- Alliopsis simulivora
- Alliopsis sitiens
- Alliopsis subsinuata
- Alliopsis teriolensis
- Alliopsis tinctipennis
- Alliopsis undulata
- Alliopsis uniseta
- Alliopsis varicilia
- Alliopsis ventripalmata